# Abierto Mexicano Telcel 2016
Die Abierto Mexicano Telcel 2016 waren ein Tennisturnier der WTA Tour 2016 für Damen und ein Tennisturnier der ATP World Tour 2016 für Herren in Acapulco und fanden zeitgleich vom 20. bis 27. Februar 2016 statt.

## Herrenturnier
→ Qualifikation: Abierto Mexicano Telcel 2016/Herren/Qualifikation

## Damenturnier
→ Qualifikation: Abierto Mexicano Telcel 2016/Damen/Qualifikation